# Campeonato Mineiro 1931
In 1931 werd het zeventiende Campeonato Mineiro gespeeld voor voetbalclubs uit de Braziliaanse staat Minas Gerais. De competitie werd gespeeld van 19 april tot 6 december en werd georganiseerd door de Liga Mineira de Desportos Terrestres.
Kort voor het einde van de competitie trokken América, Sete de Setembro en Villa Nova zich terug uit de competitie na onenigheden met de bond. De terugwedstrijd van de finale werd niet gespeeld omdat er geen neutrale scheidsrechter kwam opdagen, een verantwoordelijkheid van Atlético. De club stelde drie andere namen voor waar Palestra Itália niet mee akkoord ging. De bond probeerde een nieuwe wedstrijd te regelen maar Palestra Itália verliet hierop de bond en richtte samen met de andere voornoemde dissidenten een nieuwe bond op. Atlético werd tot kampioen uitgeroepen. 

## Eindstand
| Plaats | Club             | Wed. | W | G | V | Saldo | Ptn. |
| ------ | ---------------- | ---- | - | - | - | ----- | ---- |
| 1.     | Palestra Itália  | 8    | 7 | 0 | 1 | 45:11 | 14   |
| 2.     | Atlético         | 8    | 7 | 0 | 1 | 34:10 | 14   |
| 3.     | Fluminense       | 8    | 3 | 1 | 4 | 16:22 | 7    |
| 4.     | Guarany FBC      | 8    | 2 | 0 | 6 | 19:38 | 4    |
| 5.     | Calafate         | 8    | 0 | 1 | 7 | 8:41  | 1    |
| 6.     | América          | 0    | 0 | 0 | 0 | 0:0   | 0    |
| 6.     | Sete de Setembro | 0    | 0 | 0 | 0 | 0:0   | 0    |
| 6.     | Villa Nova       | 0    | 0 | 0 | 0 | 0:0   | 0    |

|  | Finale om de titel |
|  | Teruggetrokken     |

### Degradatie play-off
|                  |                 |       |                            |  |
| 29 november Heen | Palestra Itália | 1 – 2 | Atlético                   |  |
| 29 november Heen | Carazzo 57'     |       | 20' Geraldinho 72' Chaffir |  |

|                  |          |                  |                 |  |
| 6 december Terug | Atlético | 1 – 0 (walkover) | Palestra Itália |  |
| 6 december Terug |          |                  |                 |  |

## Kampioen
| Campeonato Mineiro de 1931 |
| -------------------------- |
| ATLÉTICO (4º Titel)        |